# Nemertesia cymodocea
Nemertesia cymodocea is een hydroïdpoliep uit de familie Plumulariidae. De poliep komt uit het geslacht Nemertesia. Nemertesia cymodocea werd in 1851 voor het eerst wetenschappelijk beschreven door Busk. 